# Langer Koriander
Der Lange Koriander (Eryngium foetidum), auch Mexikanischer Koriander, Culantro oder Stinkdistel genannt, in asiatischen Lebensmittelgeschäften auch Europagras, ist eine Pflanzenart in der Familie der Doldenblütengewächse (Apiaceae). Sie ist in weiten Gebieten der Neotropis beheimatet. Heute ist Eryngium foetidum in vielen tropischen bis subtropischen Gebieten der Welt verbreitet. Das Artepitheton foetidum und einige Trivialnamen verdankt sie einem intensiven Geruch nach Koriander. Die Blätter werden als Heilkraut und Gewürz verwendet.

## Beschreibung

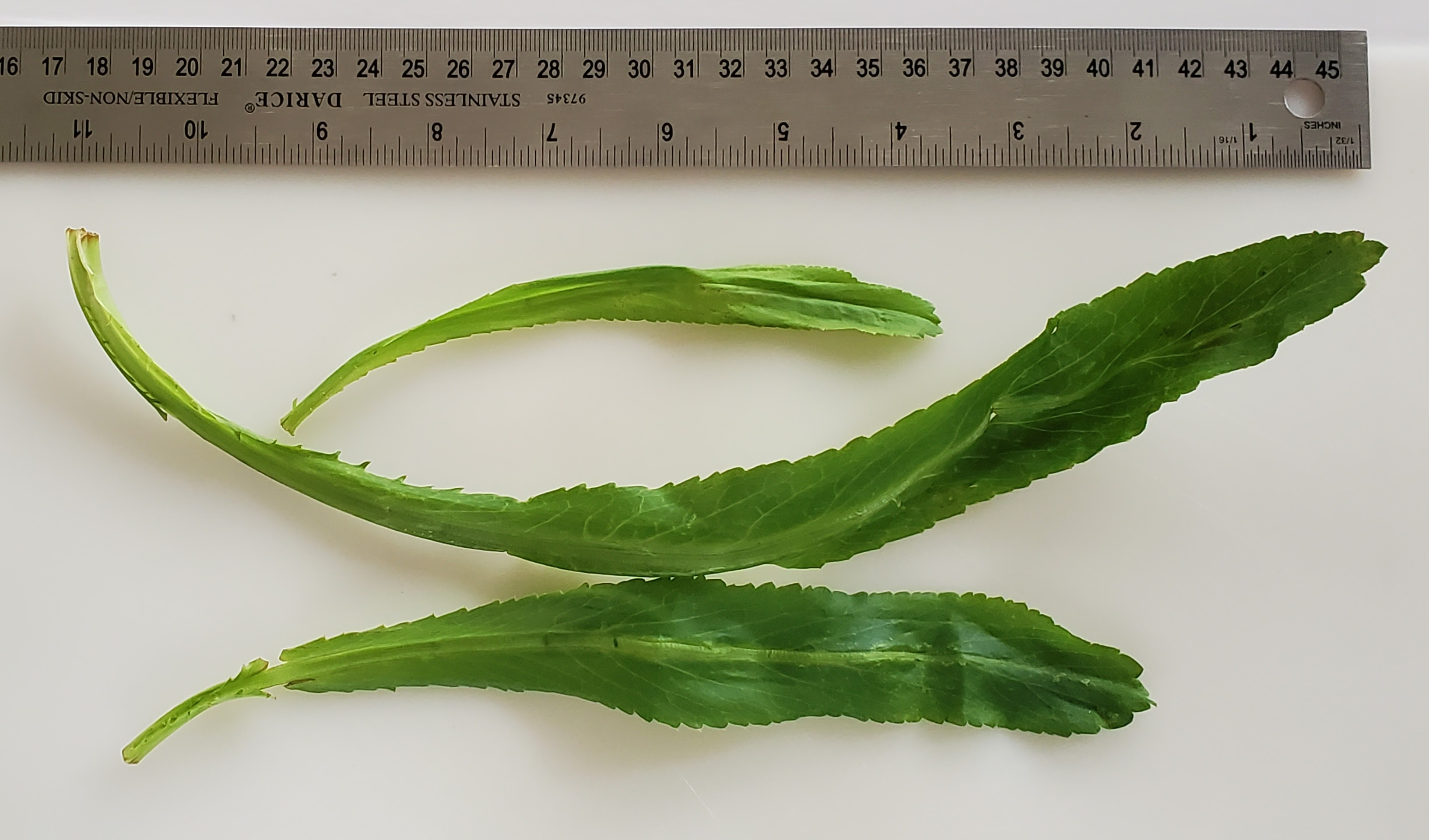
Einfache, gesägte Grundblätter

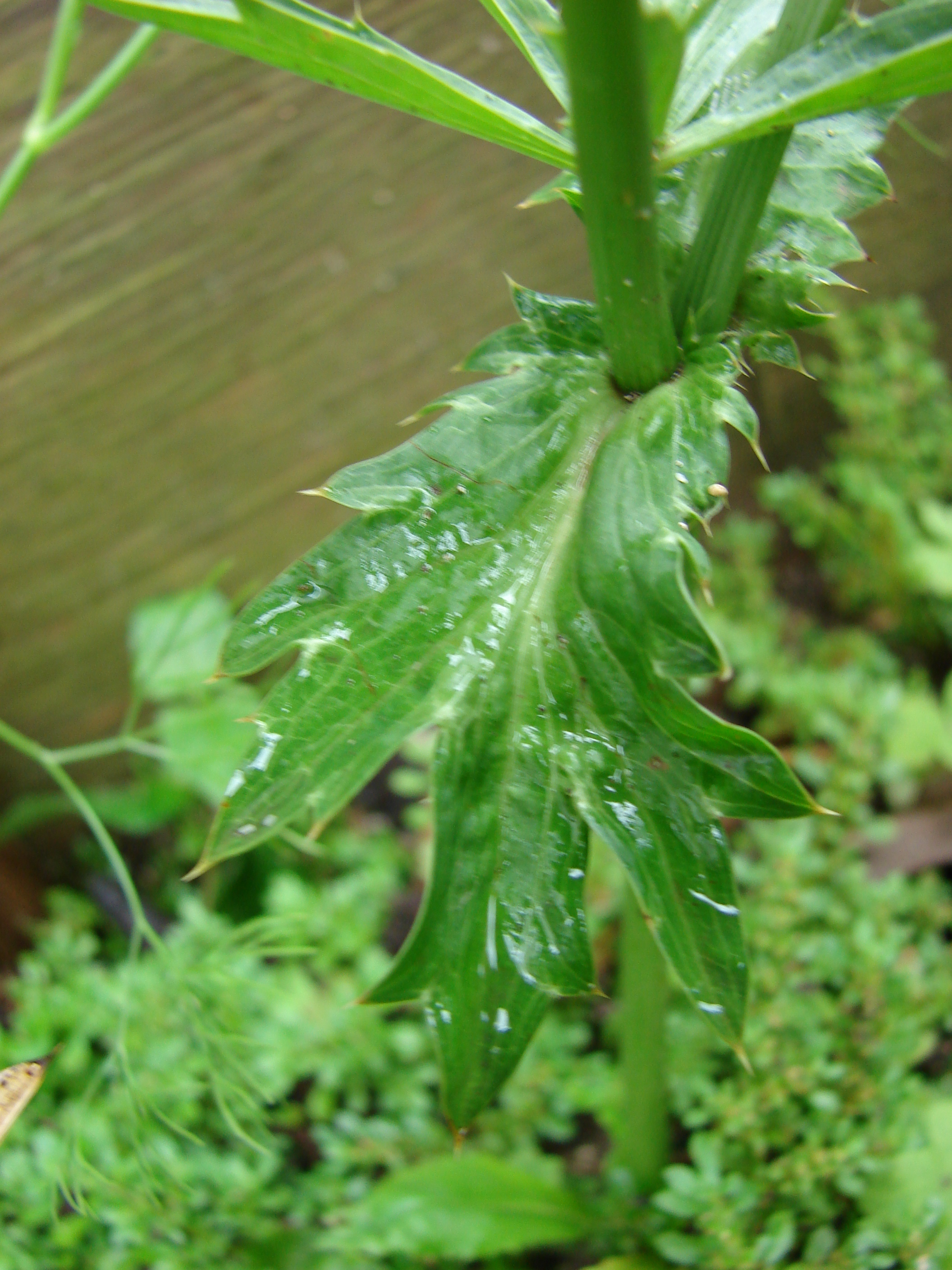
Gegenständige, geteilte Stängelblätter

Der Lange Koriander wächst als zweijährige krautige Pflanze und erreicht Wuchshöhen von 8 bis 40 cm. Es wird eine dünne Pfahlwurzel mit verzweigtem, faserigen Wurzelsystem gebildet. Die Stängel sind grün. Die vielen in einer grundständigen Rosette zusammen stehenden Laubblätter sind in Blattscheide, Blattstiel und Blattspreite gegliedert. Die Blattscheide ist bis zu 3 cm lang. Der Blattstiel ist kurz bis rudimentär. Die einfache, dunkelgrüne und kahle Blattspreite ist 5 bis 25 cm lang, 1,2 bis 4 cm breit, lanzettlich oder verkehrt-lanzettlich mit keilförmiger bis abwärts laufender Spreitenbasis und stumpfer Spitze. Der Blattrand ist schwielig oder gekerbt bis fein dornig gesägt (daher der englische Trivialname „sawtooth coriander“ direkt übersetzt „Sägezahn-Koriander“). Es ist eine fiedrige Netznervatur vorhanden. Die gegenständigen Stängelblätter sind tief dornig gesägt bis geteilt.
In einem verzweigten, dreigabeligen Gesamtblütenstand stehen viele kopfige Teilblütenstände zusammen. Die kopfigen Blütenstände stehen über kurzen Blütenstandsschäften. Der kopfige Teilblütenstand ist aus einer reduzierten Einfachdolde hervorgegangen. Durch vier bis sieben ausgebreitete bis zurückgekrümmte, mit einer Länge von 1,5 bis 3,5 cm sowie einer Breite von 0,4 bis 1 cm lanzettliche, laubblattähnliche, ein bis drei Spitzen am Rand besitzende Hochblätter direkt unterhalb der Blütenköpfe erhält der Lange Koriander ein distelartiges Aussehen. Die 1,5 bis 1,8 cm langen und etwa 0,6 mm breiten, lanzettlichen Deckblätter sind am Rand hell trockenhäutig. Die spitzen Kelchzähne sind eiförmig-lanzettlich mit einer Länge von 0,5 bis 1 mm. Die weißen der hell gelben Kronblätter sind etwa gleich lang wie die Kelchzähne. Die aufrechten, etwa 1,1 mm langen Griffel überragen die Kelchzähne.
Die 1,1 bis 1,3 mm lange, eiförmig-kugelige Frucht ist mit Warzen bedeckt.
Von April bis Dezember sind sowohl Blüten als auch Früchte vorhanden.
Die Chromosomenzahl beträgt 2n = 16.

## Verbreitung
Der Lange Koriander ist in Mittelamerika heimisch, wo er meist culantro oder cilantro heißt (was irreführend sein kann, da cilantro im anglo-amerikanischen und spanischen Sprachraum auch das gebräuchliche Wort für Koriandergrün ist). Im Norden Nicaraguas nennt man ihn sowohl Culantro als auch Chicoria. Sein natürliches neotropisches Verbreitungsgebiet erstreckt sich von Südmexiko bis Bolivien, Peru und Brasilien und umfasst auch die karibischen Inseln. Heute wird er auch in den asiatischen Tropen vor allem der südostasiatischen Halbinsel angebaut.

## Systematik
Die Erstveröffentlichung von Eryngium foetidum erfolgte durch 1753 Carl von Linné in Species Plantarum. Synonyme für Eryngium foetidum L. sind: Eryngium antihystericum Rottler, Eryngium foetidum fo. comosum Urb., Eryngium foetidum fo. nudum H. Wolff, Eryngium molleri Gand. 

## Geruch und Inhaltsstoffe
Alle Pflanzenteile, besonders die Blätter, verströmen einen intensiven Geruch, der an Korianderblätter erinnert. Die dafür verantwortlichen Inhaltsstoffe sind, ähnlich wie beim Koriander, langkettige Aldehyde, vor allem 2-E-Dodecenal und Dodecanal. Außerdem wurden aromatische Aldehyde wie 2,3,6-Trimethylbenzaldehyd gefunden.

## Verwendung
In der Volksmedizin der Herkunftsländer wird langer Koriander vielfältig verwendet: Man benutzt ihn vor allem gegen Verdauungsbeschwerden, als schweiß- und harntreibendes Mittel und als Stimulans.
In der Küche kann langer Koriander wie Koriander verwendet werden. Mit den frischen Blättern würzt man karibische Salate und Saucen (salsas). Langer Koriander sollte immer roh und frisch verwendet werden, da sowohl beim Trocknen als auch beim längeren Kochen große Geschmackseinbußen auftreten.